# 南艾爾蒙地
南艾爾蒙地（South El Monte）是美国加利福尼亚州洛杉磯縣的一个城市，于1958年7月30日正式立市，面积7.4平方公里。2000年人口21,144人。